# 静岡陸軍墓地
静岡陸軍墓地（しずおかりくぐんぼち）は、静岡県静岡市葵区沓谷（くつのや）にある旧大日本帝国陸軍の墓地である。北街道の南側に位置し、蓮永寺に隣接している。
現在は静岡市及び沓谷二丁目町内会が維持・管理を行っている。

## 概要
1897年（明治30年頃）に設置された 陸軍墓地である。 日露戦争、第一次・第二次世界大戦までの墓碑・忠魂塔が並ぶ。日本軍兵士だけでなく、軍馬・軍鳩や、第一次大戦で捕虜となったドイツ兵（日独戦ドイツ兵捕虜）病死者の墓碑もある。第二次世界大戦の終戦までは旧陸軍が管理を行っていたが、現在は静岡市及び地元町内会が維持・管理を行っている。

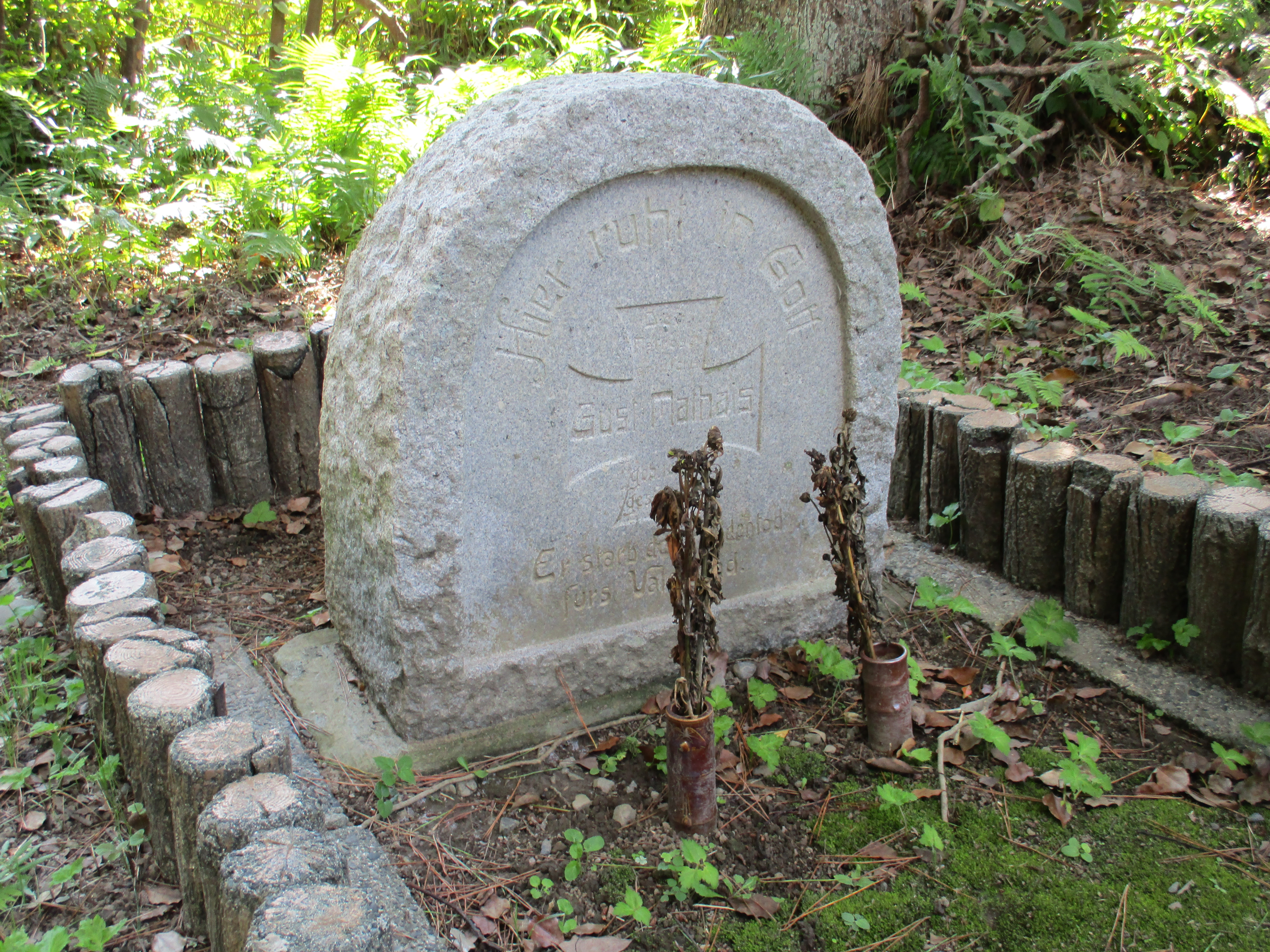
ドイツ軍人の墓
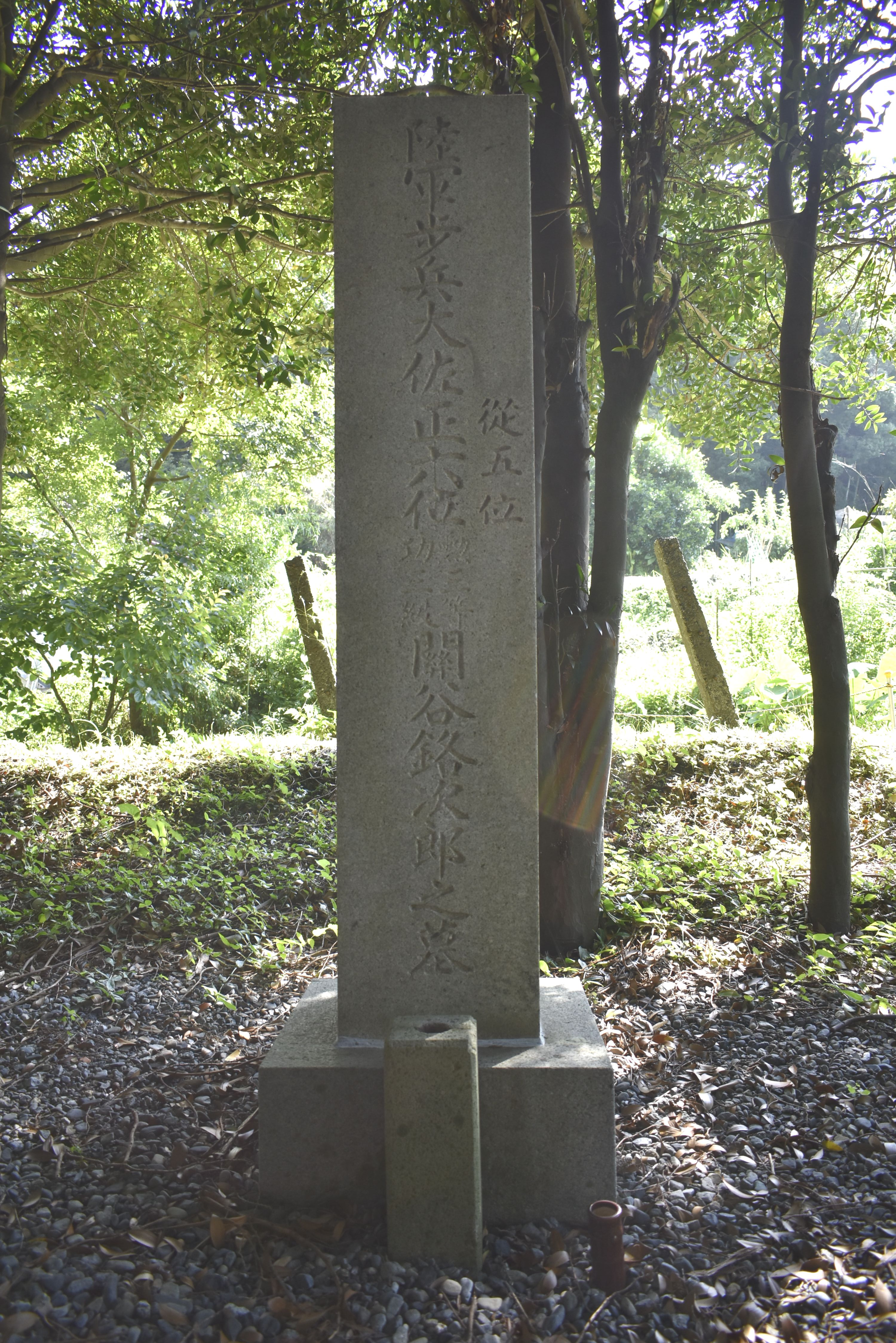
関谷銘次郎の墓碑（2022年7月）
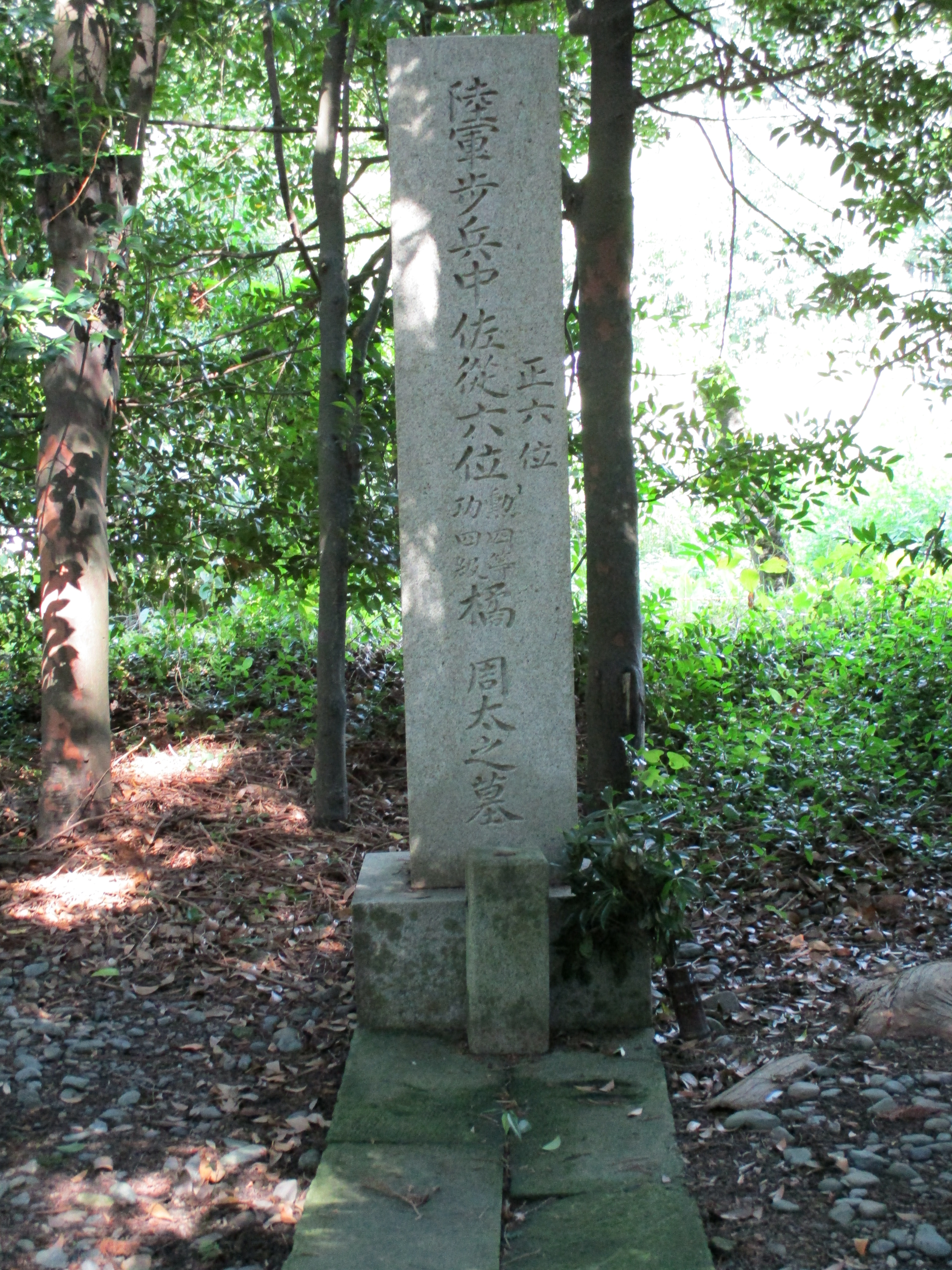
橘周太の墓
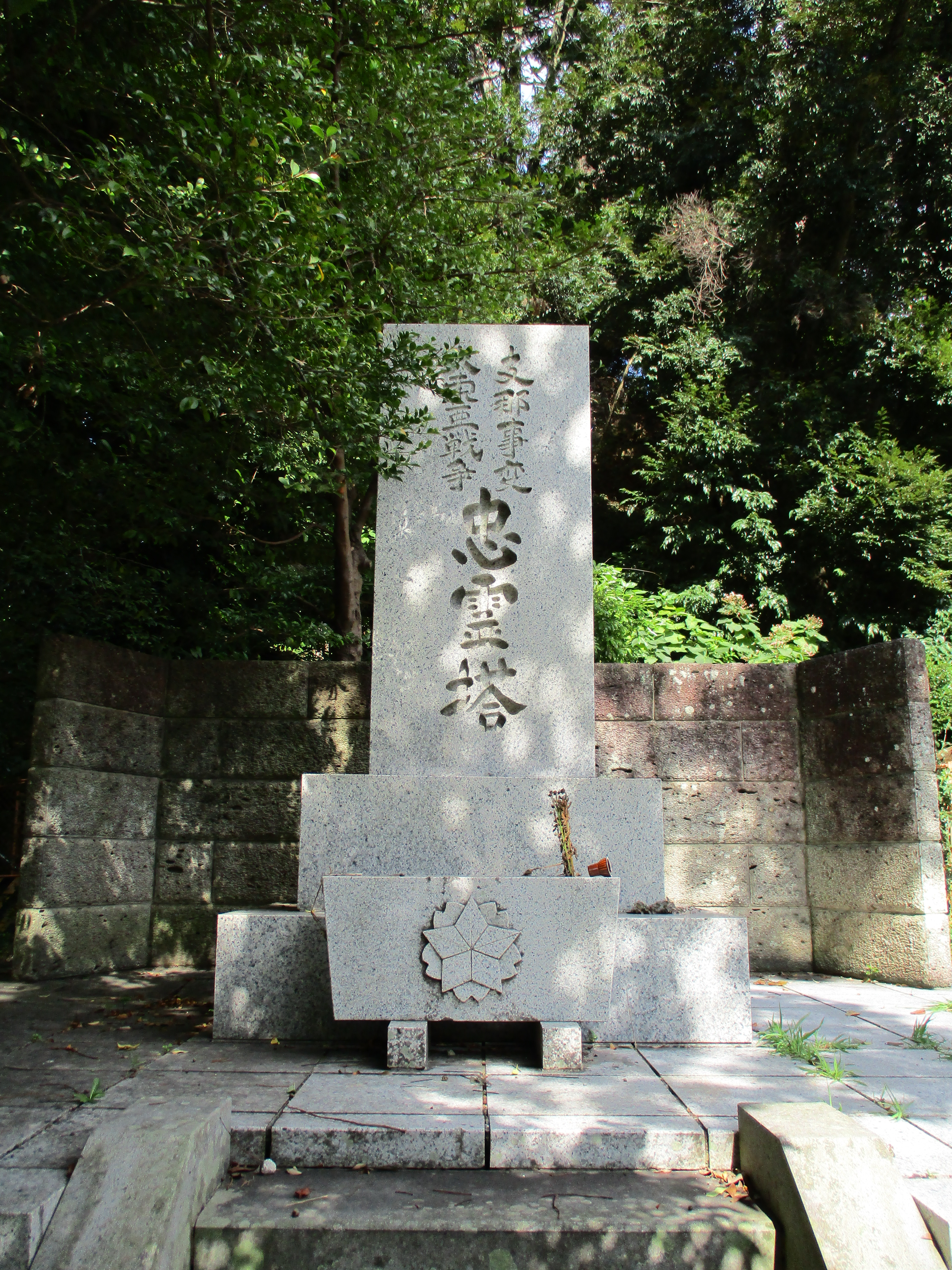
支那事変大東亜戦争忠霊塔

## アクセス
- JR静岡駅からしずてつジャストラインバス5番・6番乗場（竜爪山線・唐瀬線ほか）にて「三松」バス停下車徒歩5分（蓮永寺の南西）